# Ryuga Tashiro
Ryuga Tashiro (japanisch 田代 琉我 Tashiro Ryuga; * 27. August 1998 in der Präfektur Kanagawa) ist ein japanischer Fußballspieler.

## Karriere
Ryuga Tashiro erlernte das Fußballspielen in der Universitätsmannschaft der Kokushikan-Universität. Seinen ersten Vertrag unterschrieb er am 1. Februar 2021 bei Roasso Kumamoto. Der Verein, der in der Präfektur Kumamoto beheimatet ist, spielt in der zweiten japanischen Liga. Sein Zweitligadebüt gab Ryuga Tashiro am 21. März 2022 (5. Spieltag) im Heimspiel gegen V-Varen Nagasaki. Hier stand er in der Startelf und stand die kompletten 90 Minuten im Tor. Roasso gewann das Spiel 2:0. Für Roasso bestritt er 77 Ligaspiele. Im Januar 2025 wechselte er in die erste Liga. Hier schloss er sich Albirex Niigata an.